# Ivan Ravaioli
Ivan Ravaioli (né le 1er novembre 1980 à Faenza) est un coureur cycliste italien, professionnel de 2003 à 2005.

## Biographie
Médaillé de bronze du championnat du monde de poursuite par équipes juniors en 1997, Ivan Ravaioli court en catégorie espoirs dans l'équipe Zalf-Euromobil-Fior, renommée Zalf-Désirée-Fior en 2002.
En 2003, il devient professionnel au sein de l'équipe Mercatone Uno-Scanavino, aux côtés de Marco Pantani. Il remporte cette année-là deux étapes de la Semaine cycliste lombarde et dispute le Tour d'Italie, son seul grand tour, qu'il ne termine pas. Il est membre de l'équipe Barloworld en 2004 puis de Saunier Duval-Prodir en 2005.
À partir de 2014, il participe aux Red Hook Crit, des critériums disputés avec des vélos à pignons fixes. En 2015, il gagne les critériums de Brooklyn et Barcelone, et remporte le titre de champion cette année-là.

## Palmarès
- 1997
  -  Médaillé de bronze du championnat du monde de poursuite par équipes juniors
- 2001
  - Circuito dell'Assunta
- 2002
  - Trophée de la ville de San Vendemiano
  - Circuito del Termen
  - Mémorial Guido Zamperioli
  - Giro del Canavese
  - 2e du Gran Premio della Liberazione
  - 3e du Grand Prix de Poggiana
- 2003
  - 1re et 5e étapes de la Semaine cycliste lombarde
- 2004
  - 2e du championnat d'Italie du kilomètre
  - 3e du championnat d'Italie de poursuite par équipes
  - 3e du championnat d'Italie de la course aux points